# Yū Tamura (piłkarz)
Yū Tamura (jap. 田村 友 Tamura Yū; ur. 22 listopada 1992) – japoński piłkarz występujący na pozycji pomocnika. Obecnie występuje w Urawa Red Diamonds.

## Kariera klubowa
Od 2015 roku występował w klubach Avispa Fukuoka i Urawa Red Diamonds.